# Edrofoniu
Edrofoniul este un medicament parasimpatomimetic inhibitor al acetilcolinesterazei, utilizat pentru diagnosticul miasteniei gravis, prin intermediul testului Tensilon. Calea de administrare disponibilă este cea intravenoasă.